# Fulcaldea laurifolia
Fulcaldea laurifolia là một loài thực vật có hoa trong họ Cúc. Loài này được (Bonpl.) Poir. mô tả khoa học đầu tiên năm 1817.